# Лубенський Петро Олександрович
Петро́ Олекса́ндрович Лубе́нський (справжнє прізвище — Афо́нський; * 8 (21) листопада 1907, село Кореневе, нині смт Курської області Росії — † 2003) — український письменник, драматург, кіносценарист. Член Національної спілки письменників України (від 1952 року).
1930 року закінчив Московський університет.

## Творчість
Автор п'єс:
- «Нескорена полтавчанка» (1949),
- «Соколята» (1951),
- «Пісня над Бугом» (1958),
- «Джеррі в джунглях» (1960),
- «Виноградна історія» (1990).

Автор сценаріїв до кінофільмів:
- «Кришталевий кубок» (1953),
- «Перший парубок» (1958, у співавт. з Віктором Безорудьком),
- «Королева бензоколонки» (1963)

та ін.